# ورنینس
ورنینس (به فرانسوی: Vernines) یک کمون در فرانسه است که در Canton of Rochefort-Montagne واقع شده‌است.

## خصوصیات
ورنینس ۱۷٫۷۲ کیلومترمربع مساحت و ۳۲۰ نفر جمعیت دارد و ۱٬۰۰۰ متر بالاتر از سطح دریا واقع شده‌است.